# Materinsko zdravlje
Materinsko zdravlje ili zdravlje majki   „stanje je potpunog fizičkog, mentalnog i socijalnog blagostanja, a ne samo odsustvo bolesti ili slabosti”, kod žena tokom trudnoće, porođaja i postpartalnog perioda. Obuhvata dimenzije zdravstvene zaštite u planiranju porodice, predosećanju, prenatalnoj i postnatalnoj nezi kako bi se u većini slučajeva obezbedilo pozitivno i ispunjavajuće iskustvo, a u drugim slučajevima smanjio morbiditet i mortalitet majki.
Zdravlje majki vrti se oko zdravlja i dobrog stanja žena, posebno kada su trudne, u vreme kada rađaju i tokom vaspitanja deteta. Da je to tako ilustruje podatak, da gotovo svake 2 minute, negde u svetu, žena umire zbog komplikacija trudnoće i porođaja. Svaka takva smrt je ogromna katastrofa za sve suočene sa njom. Većina smrtnih slučajeva dogodi se u zemljama u razvoju, posebno u Africi i južnoj Aziji, ali značajan broj se dešava i u razvijenom svetu. Imajući ovo u vidu Svetska zdravstvena organizacija (SZO) je ukazala da, iako se majčinstvo smatra prirodnim iskustvom koje ispunjava majke, veliki procenat žena prolazi kroz mnoge izazove u kojima pati zdravstveno i ponekad čak i umire.
Narušavanje zdravlja ili smrt majke je posebno uznemirujuća ako je ta stanja savremena medicina i socijalna žaštita mogla sprečiti. Međutim, kako ne postoji jedan uzrok, ne postoji ni srebrni metak koji bi rešio problem. Mnoge zemlje se takođe suočavaju sa novim izazovima, jer njihova rodna populacija raste godinama i opterećena je sve težim problemima. Preostalo je još toga da se učini da sigurno majčinstvo postane stvarnost.
Napred navedeno ukazuje da postoji potreba za investiranjem u zdravlje žena. Ulaganje se može postići na različite načine, među kojima su glavni subvencionisanje troškova zdravstvene zaštite, obrazovanje o zdravlju majki, podsticanje efikasnog planiranja porodice i osiguravanje progresivnog pregleda zdravlja žena sa decom.

## Morbiditet i mortalitet majki
SZO procenjuje da se oko 2015. godine dogodilo oko 300 000 smrtnih slučajeva majki. Ovi uzroci se kreću od jakih krvarenja do otežanog porođaja, koji svi imaju visoko efikasne intervencije. Kako su žene imale pristup planiranju porodice i kvalifikovanom pohađanju porođaja uz pomoć rezervne hitne akušerske nege, globalni mortalitet majki opao je za oko 44 procenta, što je predstavljalo pad od oko 2,3 procenta godišnje u periodu od 1990. do 2015. Iako je bilo pad svetske stope smrtnosti mora da se uradi mnogo više. Visoke stope i dalje postoje posebno u zemljama sa niskim i srednjim prihodima (99%), Afrika podsaharske čini više od polovine ovih smrtnih slučajeva, a Južna Azija oko jedne trećine njih. trećina smrtnosti majki događa se u Indiji i Nigeriji.
Efekat majčine smrti rezultuje ranjivim porodicama, a njihova dojenčad, ako prežive porod, imaju veću verovatnoću da će umreti pre nego što napune drugi rođendan.
I smrtnost majki (smrt) i teški materinski morbiditet (bolest) „povezani su sa velikom stopom preventivnosti“.
2010. godine Američka mešovita komisija za akreditaciju zdravstvenih organizacija opisala je smrtnost majki kao „sentinel događaj“ i koristi ga za procenu kvaliteta zdravstvenog sistema.
Subvencionisanje troškova zdravstvene zaštite pomoći će poboljšanju zdravstvenog statusa žena. Međutim, zdravstveni status žena ne bi trebalo uopštavati sa zdravstvenim statusom druge kategorije ljudi. Zemlje poput SAD-a, Ujedinjenog Kraljevstva i drugih imaju zakone u kojima vladina i nevladina tela rade na smanjenju, pa čak i ukidanju bilo koje naknade koja je usmerena na trudnice ili žene koje imaju zdravstvene probleme povezane sa trudnoćom. Kada žene rađaju svoje bebe u sertifikovanim zdravstvenim ustanovama, a da ne plaćaju ili plaćaju vrlo mali iznos novca, motivisane su da svoj novac koriste za ishranu bebe, odeću i druge potrebe. Takođe, kada žene pohađaju klinike bez naplate i dobijaju besplatne dodatke, njihovo zdravlje se održava, a to smanjuje troškove novčanih sredstava koje vlada ulaže u zdravstvo. Zauzvrat, stopa mortaliteta majki, zajedno sa stopama mortaliteta, se smanjuje.
Obrazovanje o različitim pitanjima vezanim za zdravlje majki od suštinske je važnosti za kontrolu i poboljšanje zdravstvene zaštite žena. Žene koje imaju resurse imaju male šanse da im se zdravstveno stanje pogorša zbog znanja koje imaju. Te žene donose ispravnu odluku u vezi sa planiranjem porodice, najboljim vremenom za porođaj što se tiče njihovih finansijskih mogućnosti i ishranom, pre, tokom i nakon porođaja. Gannon izveštava da se stopa smrtnosti majki smanjila za 70% između 1946. i 1953. godine, kada su žene počele da dobijaju majčino obrazovanje. Studija je preporučila da se studija usredsredi na marginalizovane zajednice i devojke mlađe od 18 godina. Kada vlada uspe da smanji neželjene i neplanirane trudnoće među ove dve grupe ljudi, postaće lakše smanjiti zdravlje majki emisiju i troškove povezane sa njom.

## Dugoročni efekti za majku
Zdravstveni problemi majke uključuju i komplikacije tokom porođaja koje ne rezultuju smrću. Na svaku ženu koja umre tokom porođaja, približno 20 pati od infekcija, povreda ili invaliditeta. Oko 75% žena koje umru na porodu danas bi bilo živo da su imale pristup prevenciji trudnoće i intervencijama u zdravstvenoj zaštiti. Crnkinje imaju veće šanse da dožive smrt povezanu sa trudnoćom, kao i da dobijaju manje efikasnu medicinsku negu tokom trudnoće. 
Edukacija
Gotovo 50% porođaja u zemljama u razvoju i dalje se odvija bez medicinski kvalifikovanog pomoćnika koji pomaže majci, a taj odnos je još veći u Južnoj Aziji.  Žene u subsaharskoj Africi uglavnom se oslanjaju na tradicionalne roditelje koji imaju malo ili nimalo formalne zdravstvene obuke. Kao priznanje svoje uloge, neke države i nevladine organizacije ulažu napore u obuku poorodilja u temama o zdravlju majki, kako bi poboljšale šanse za bolje zdravstvene ishode kod majki i beba. 
Dojenje
Dojenje pruža ženama nekoliko dugoročnih koristi. Žene koje doje imaju bolji nivo glukoze, metabolizam lipida i krvni pritisak i brže gube trudnoću nego one koje to ne čine. Pored toga, žene koje doje imaju niže stope raka dojke, raka jajnika i dijabetesa tipa 2.  Međutim, važno je imati na umu da dojenje pruža značajne koristi ženama koje nisu zaražene HIV-om. 
U zemljama u kojima je stopa HIV / AIDS-a visoka, poput Južne Afrike i Kenije, virus je vodeći uzrok smrtnosti majki, posebno kod majki koje doje. Komplikacija je što mnoge majke zaražene HIV-om ne mogu priuštiti adaptirano mleko, pa stoga nemaju načina da spreče prenos deteta majčinim mlekom ili izbegnu zdravstvene rizike za sebe.  U ovakvim slučajevima majke nemaju drugog izbora nego da doje svoje dete bez obzira na svoje znanje o štetnim efektima.

## Faktori koji utiču na zdravlje majki

### Siromaštvo i pristup zdravstvenoj zaštiti
Prema izveštaju UNFPA-e, socijalni i ekonomski status, kulturne norme i vrednosti i geografska udaljenost povećavaju smrtnost majki, a rizik od majčine smrti (tokom trudnoće ili porođaja) . Na to ukazuje primer iz podsaharske Afrike u kojoj je 175 puta veća smrtnost nego u razvijenim zemljama, a rizik od bolesti povezanih sa trudnoćom i negativnih posledica nakon rođenja još je i veći. Prema tome siromaštvo, zdravlje majki i ishodi deteta međusobno su povezani.
Žene koje žive u područjima pogođenim siromaštvom imaju veću verovatnoću:
- da budu gojazne,
- da se uključe u nezdrava ponašanja kao što su pušenje cigareta i upotreba droga,
- da će manje koristiti ili čak imati pristup legitimnoj prenatalnoj nezi.
- da su u znatno u većem riziku od nepovoljnih ishoda i za majku i za dete.[21]

Studija sprovedena u Keniji primetila je da uobičajeni zdravstveni problemi majki u područjima pogođenim siromaštvom uključuju:
- krvarenje,
- anemiju,
- hipertenziju,
- malariju,
- zadržavanje posteljice,
- prevremeni porođaj,
- produženi / komplikovani porođaj
- preeklampsiju. [22]

### Postojeći uslovi

#### HIV / AIDS
Stope HIV-a  kod majki variraju širom sveta, u rasponu od 1% do 40%, a najviše stope imaju afričke i azijske zemlje. Iako HIV infekcija majke u velikoj meri ima zdravstvene posledice za dete, posebno u zemljama u kojima je siromaštvo visoko, a nivo obrazovanja nizak,  HIV / AIDS tokom trudnoće takođe može prouzrokovati povećani zdravstveni rizik za majku. Velika zabrinutost za HIV pozitivne trudnice je rizik od zaraze tuberkulozom i / ili malarijom u zemljama u razvoju.
Oko 28% smrtnih slučajeva majki je zbog ometanog porođaja i indirektnih uzroka, što znači bolesti koje komplikuju trudnoću ili koje su komplikovane trudnoćom (malarija, anemija, HIV / AIDS) i kardiovaskularne bolesti).

### Težina majke
Tokom trudnoće, žene prosečne telesne težine pre trudnoće (BMI 18,5-24,9) trebalo bi da očekuju da dobiju uvećanje telesne težin između 11 i 16 kg. 
Povećane stope hipertenzije, šećerna bolest, respiratornih komplikacija i infekcija prevladavaju u slučajevima preterane gojaznosti porodilja i mogu imati štetne efekte na ishod trudnoće.
Gojaznost je izuzetno jak faktor rizika za gestacijski dijabetes.   Istraživanje je pokazalo da gojazne majke koje izgube najmanje  4,5 kg između trudnoća smanjuju rizik od gestacijskog dijabetesa tokom sledeće trudnoće, dok majke koje se debljaju zapravo povećavaju taj rizik.
Pored pravilne ishrane, trudnice bi trebalo da teže da telesnom vežbaju najmanje 150 minuta nedeljno, uključujući vežbe za jačanje mišića. 

### Oralna higijena
Istraživanja su pokazala da i oralno zdravlje majke značajno utiče na samo na dobrobit buduće majke već i na dobrobit njenog nerođenog fetusa.

### Značaj dobre oralne higijene za zdravlje majki
Opšti izveštaj Nacionalnog instituta za dentalna i kraniocefalna istraživanja iz 2000. godine ukazao je na međuzavisnost oralnog zdravlja, ukupnog zdravlja i dobrobiti pojedinca.  Oralno zdravlje je posebno neophodno tokom perinatalnog perioda i budućeg razvoja deteta.  Pravilno upravljanje oralnim zdravljem ima koristi i za majku i za dete, a nerazumevanje ili ne održavanje dobrog oralnog zdravlja trudnica može imati štetne efekte na njih i njihovu decu. Stoga je neophodno majke edukovati o značaju oralnog zdravlja. Štaviše, saradnja i podrška među lekarima iz različitih oblasti, posebno među porodičnim lekarima i akušerima, od presudnog je značaja za rešavanje probleme u oralnom zdravlju majki. U tom cilju npr. 2007. godine u okrugu Nasau, država Njujork razvijen je projekat oralnog zdravlja majki koji pruža rutinsku oralnu negu trudnicama sa niskim primanjima. Od svog početka, program je lečio više od 2.000 trudnica, od kojih su mnoge imale značajne probleme sa desnima i / ili zubima.
Oralno zdravlje ima brojne implikacije na opšte zdravlje i kvalitet života pojedinca. Izveštaj generalnog hirurga SAD navodi različite sistemske bolesti i stanja koja imaju oralne manifestacije.  Usna šupljina služi i kao mesto ulaska hrane ali i ulaska bolesti za mikrobiološke infekcije, koje mogu uticati na opšte zdravstveno stanje. Pored toga, neke studije su pokazale vezu između parodontalnih bolesti i dijabetesa, kardiovaskularnih bolesti, moždanog udara i negativnih ishoda trudnoće. Pored toga, izveštaj uspostavlja vezu između oralnog zdravlja i kvaliteta života, uključujući funkcionalne, psihosocijalne i ekonomske pokazatelje. Loše oralno zdravlje može uticati na ishranu, san, psihološki status, socijalnu interakciju, školu i posao.

### Fiziološke oralne promene tokom trudnoće
Zaštita i kontrola oralnog zdravlja i bolesti štite zdravlje i kvalitet života žene pre i tokom trudnoće.  Takođe, ima potencijal da smanji prenos patogenih bakterija koje se javljaju kod majke na dete. Zajedno sa trudnoćom, dolaze i fiziološke promene kod žene. Promene, uključujući fluktuirajuće hormone, povećavaju osetljivost žene na oralne infekcije poput parodontalne bolesti, koja narušava sposobnost tela da popravlja i održava meka tkiva usne duplje. Takođe uzrokuje indirektnu štetu bakterijskom indukcijom i zapaljenskih i imunoloških odgovora domaćina.  Tokom trudnoće, blago zapaljenje desni, „trudnički gingivitis“, prilično je često i ako se ne leči, to može dovesti do parodontalne bolesti. Povećan je broj studija koje uspostavljaju vezu između parodontalne bolesti i negativnih zdravstvenih ishoda, što uključuje gubitak zuba, kardiovaskularne bolesti, moždani udar, lošu kontrolu dijabetesa i neželjene ishode porođaja. Na primer, jedno takvo istraživanje otkrilo je da je umerena ili teška parodontalna bolest u ranoj trudnoći bila povezana sa porođajem deteta male za gestacijsku starost.  Druge studije su takođe utvrdile vezu između parodontalne bolesti i razvoja preeklampsije i prevremeno rođenih.

### Zubni karijes majki i njegovi efekti na zdravlje deteta
Još jedna značajna oralna bolest koja se odnosi na zdravlje deteta majke je zubni karijes. Zubni karijes je proces propadanja zuba i razvoj onoga što je obično poznato kao šupljina.  Zubni karijes se prenosi sa majke na dete vertikalno; kolonizacija kariogenih bakterija prvenstveno se javlja od majke do deteta aktivnostima deljenja pljuvačke. Oralna flora majke na kraju može predvidjeti oralnu floru kod potomaka.  Pored toga, drugi majčini faktori kao što su socijalni, bihevioralni i biološki faktori mogu predisponirati detetovo iskustvo sa karijesom.  Neki od ovih faktora uključuju nedostatak znanja koje majka poseduje o oralnom zdravlju, što može uticati na razvoj karijesa kod njene dece. U poređenju sa decom čije majke imaju dobro oralno zdravlje, deca čija majke imaju loše oralno zdravlje imaju pet puta veću verovatnoću da imaju loše oralno zdravlje. Loše održavanje oralnog zdravlja duboko utiče na razvoj dece. Kao što je pomenuto u Opštem izveštaju hirurga, oralno zdravlje utiče na kvalitet života, posebno dece, s obzirom na funkcionalno, psihološko, ekonomsko i celokupno emocionalno blagostanje pojedinca.
Da bi demonstrirali negativne efekte lošeg oralnog zdravlja, uzmimo na primer posledice koje jednostavna šupljina može imati na dete. Prvo je bolno. To može prouzrokovati da dete propusti školu ili ima slabu koncentraciju, što će na kraju ugroziti školski uspeh. Pored toga, zbog bolova, to može dovesti do slabog prirasta ili rasta. Takođe, deca mogu pokazivati smanjeno samopoštovanje zbog kozmetičkih problema. Štaviše, to može uticati na jezik i oslabiti govor. Oštećen razvoj govora takođe može rezultovati niskim samopoštovanjem. Konačno, iako se zubni karijes lako može sprečiti, on može predstavljati finansijski teret za porodicu. Kako su javne stomatološke usluge retke i skupe za pojedince koji nemaju zubarsko osiguranje, to može rezultovati neopravdanim posetama odeljenju za hitne slučajeve zbog zubobolje ili oralne infekcije. 
Loše oralno zdravlje prožima se i u drugim aspektima života, predstavljajući pretnju ukupnom blagostanju, ako se ne rešava blagovremeno i efikasno

### Faktori zbog kojih se ne traže usluge oralnog zdravlja i kako ih prevazići
Značaj oralnog zdravlja je očigledan, međutim, mnoge žene ne dobijaju stomatološke usluge pre, tokom i posle trudnoće, čak ni sa očiglednim znacima oralne bolesti. Postoji nekoliko faktora koji se odnose na trudnice koje ne traže zubarsku negu, uključujući ulogu zdravstvenog sistema i raspoloženje same žene. Uobičajena je zabluda da nije sigurno dobiti stomatološke usluge tokom trudnoće. Mnogi pružaoci usluga prenatalnog i oralnog zdravlja imaju ograničeno znanje o uticaju i sigurnosti pružanja stomatoloških usluga; stoga mogu odložiti ili uskratiti lečenje tokom trudnoće.  Štaviše, neki prenatalni pružaoci nisu svesni važnosti oralnog zdravlja za celokupno opšte zdravlje, pa nisu uspeli da svoje pacijente upute kod stomatologa.  Prvo i najvažnije, potrebno je očistiti zabludu u vezi sa uticajem stomatoloških usluga dok je žena trudna. Postoji konsenzus da su prevencija, dijagnostika i lečenje oralnih oboljenja izuzetno korisni i mogu se izvoditi kod trudnica koje nemaju dodatni rizik za fetus ili majku u poređenju sa rizikom da se ne pruža oralna nega.  Jednako važno je uspostavljanje saradnje među kliničarima, posebno pružaocima zdravstvenih usluga majki, sa drugim pružaocima stomatoloških usluga. Trebalo bi da postoji koordinacija između pružalaca usluga opšteg zdravlja i oralnog zdravlja, posebno zbog međusobne zavisnosti ta dva polja. Stoga je neophodno edukovati i obučiti pružaoce zdravstvenih usluga o značaju oralnog zdravlja, dizajnirajući metode koje će se uključiti u njihove prakse. Pružaoci usluga uglavnom pružaju obrazovanje trudnicama obraćajući se na važnost oralnog zdravlja, jer te žene na kraju kontrolišu sudbinu sebe i svog potomstva. Na primer, pružaoci usluga majkama mogu da ilustruju kako da smanje šupljine brisanjem desni svoje dece mekom krpom nakon dojenja ili hranjenja na bočicu.  Pružanje znanja i praktične primene dobrih mera održavanja oralnog zdravlja majkama može pomoći u poboljšanju celokupnog zdravlja majke i deteta. Još uvek postoje drugi faktori kada se analizira niska upotreba stomatoloških usluga od strane trudnica, posebno rasprostranjena među etničkim i rasnim manjinama. Glavni faktor je nedostatak osiguranja i / ili pristup stomatološkim uslugama.   Iz tog razloga je potrebno prikupiti i analizirati više podataka kako bi se programi uspostavili tako da efikasno dopiru do svih segmenata stanovništva.

### Rasa i nacionalnost
Odnos mortaliteta povezan sa trudnoćom (PRMR) predstavlja broj umrlih na 100 000 živorođenih koji su rezultat trudnoće ili uzroka povezanih sa trudnoćom. Analiza sistema za nadzor smrtnosti tokom trudnoće, koju je sproveo Centar za kontrolu i prevenciju bolesti (CDC), ukazuje na značajne rasne i etničke razlike u smrtnim slučajevima povezanim sa trudnoćom.  Konkretno, izveštaj CDC-a za 2019. godinu pokazuje da su PRMR crnki i američkih Indijanki u Sjedinjenim Državama 3-4 puta veći od onih belih žena. Za Bele žene tokom 2019. bilo je približno 13 smrtnih slučajeva majki na 100.000 živorođenih. Kod žena crnaca i američkih Indijanki bilo je 41, odnosno 30 smrtnosti majki na 100.000 živorođenih. Većina ovih smrtnih slučajeva nastala je zbog bolesti koje se mogu sprečiti povezane sa smrtnošću u vezi sa trudnoćom, poput hipertenzije. Iako je stopa smrtnosti od ovih bolesti bila viša među crnkinjama i američkim Indijankama, početna prevalencija je uglavnom bila ista kod svih rasa. Iako je niži od onog kod žena crnaca i američkih Indijanki, utvrđeno je da je PRMR za žene sa azijskih i pacifičkih ostrvaca viši od onog kod belih žena (sa odnosom dispariteta 1,1). PRMR za hispanoamerikanke je pokazao pad poslednjih godina. Međutim, izveštaji specifični za državu pokazuju da se Hispanoamerikanke suočavaju sa visokim stopama majčinog morbiditeta.
CDC navodi više mogućih uzroka rasnog jaza u smrtnosti majki. Kažu da je većina smrtnih slučajeva povezanih sa trudnoćom kombinovani rezultat 3-4 faktora koji doprinose tome. Za žene crnke i američke Indijanke ovo može uključivati pitanja implicitne rasne predrasude koju pružaju zdravstveni radnici, što utiče na kvalitet nege koja se pruža za lečenje ili sprečavanje fatalne bolesti. Ovi faktori takođe mogu biti strukturniji (npr. Jaz u pristupu primarnoj i preventivnoj nezi u manjinskim zajednicama). U izveštaju CDC-a, ekonomski status se ne navodi kao vodeći uzrok smrtnosti majki. Iako su ekonomski status i nivo obrazovanja mogući faktori koji doprinose smrtnosti majki, pokazalo se da rasni jaz ostaje na svim ekonomskim i obrazovnim nivoima.

#### Rasne/etničke razlike u mortalitetu vezanom za trudnoću
Prema istraživanjima sprovedenim u Sjedinjenim Američkim Državama postoje značajne rasne / etničke razlike u mortalitetu vezanom za trudnoću.
U periodu od 2014. do 2017. godine, pokazatelji smrtnosti zbog trudnoće iznosili su: 
- 41,7 smrtnih slučajeva na 100 000 živorođenih za žene koje nisu Latinoamerikanke.
- 28,3 smrtnih slučajeva na 100 000 živorođenih za žene koje nisu Indijanke Amerikanke ili Indijanke sa Aljaske.
- 13,8 smrtnih slučajeva na 100 000 živorođenih za žene koje nisu hispanoezijske Azije ili Tihog ostrva.
- 13,4 smrtnih slučajeva na 100.000 živorođenih belih žena koje nisu hispanoamerikanke.
- 11,6 smrtnih slučajeva na 100 000 živorođenih za žene Latinoamerikanke ili Latinoamerikanke.

Varijabilnost rizika od smrti prema rasi/etničkoj pripadnosti može biti posledica nekoliko faktora:
- pristup nezi,
- kvalitet nege,
- prevalencija hroničnih bolesti,
- strukturni rasizam,
- implicitne pristrasnosti.[4]

### Religija
Mnogo je faktora koji utiču na zdravlje majki i pristup resursima. Jedan od ovih faktora koje su nedavne studije istakle je religija. Na primer, jedna takva studija izjavila je da su zbog nesetljivosti i nedostatka znanja koje su lekari pokazivali imigrantkinjama muslimankama u Kanadi njihove zdravstvene informacije i lečenje patili.   Zdravstvena zaštita koju su dobijali od lekara nije pružala informacije u vezi sa njihovom verskom ili kulturnom praksom, a malo je pružala kulturna prilagođavanja i emocionalnu podršku.  Da bi se muslimanskim ženama obezbedilo sigurnije i ugodnije okruženje, dokazano je da im je potrebna veća podrška koja će se povezati sa imigrantskom zajednicom i zdravstvenim informacijama. Diskriminacija na osnovu religije je faktor koji utiče na zdravstvenu zaštitu majki žena iz različitih sredina. Nema puno diskusije o studijama koje odražavaju poteškoće kroz koje žene prolaze u pogledu svoje religije i majčine nege. Stigmatizovanje određenih majčinskih i reproduktivnih praksi uobičajeno je u kontekstu religije. Na primer, u studiji koja se fokusirala na intervjuisanje žena koje su pobacile, jedan učesnik je u svom jednosatnom intervjuu 16 puta upotrebio reč „krivica“. Navela je da je uzrok njene krivice njen katolički odgoj. Ukupni podaci pokazali su da postoji čvrst odnos između religije i samostigme.  Među ženama koje su se identifikovale kao hrišćanke, 65% je dalo izjave koje su dokazale efekte samo-stigme. Postoji puno stigme i normi u vezi s religijom koje, zauzvrat, izlažu žene riziku kada se pružaju zdravstvene usluge. Pokazalo se da druge verske prakse i tradicije negativno utiču na zdravlje majki. Praktičari apostolizma u Zimbabveu povezani su sa većom smrtnošću majki. Rezultati studije pokazali su opasne asocijacije koje religija može imati na zdravlje majki.  Opšti trend pokazuje da apostolizam promoviše visoku plodnost, rani brak, neupotrebu kontraceptiva i nisku ili neupotrebu bolničke nege. Postoje kašnjenja u prepoznavanju znakova opasnosti, odlučivanju o potrazi za negom i pružanju odgovarajuće zdravstvene zaštite. [ Buduće studije mogu proučiti kako se društvene tradicije ili očekivanja poput rodnih uloga mogu kombinirati sa religijom i rezultirati lošijom zdravstvenom zaštitom majki.
Iako religijski faktori mogu negativno uticati na zdravstvenu zaštitu majki, druge studije pokazuju neophodnost razumevanja različitih verskih uverenja i praksi. U Gani su intervjui sa ženama pokazali blagodati transparentnih verskih uverenja i praksi tokom trudnoće i na radu.  Duhovne intervencije pastira u trudnoći uključivale su molitvu, otkrivenja, preokretanje negativnih snova, polaganje ruku i pomazanje žena.  Verski predmeti koji su se koristili među ženama tokom trudnoće i poroda bili su ulje za pomazanje, blagoslovljena voda, nalepnice, blagosloveni beli maramica, blagosloveni pesak, Biblija i brojanica. Žene su imale mnogo veza sa ovom praksom i njihovom religijom, kao što je Bog koji je u stanju da smanji bol na radu i da obezbedi sigurno i uspešno porođaj.  Rezultati su zaključili da je duhovnost sastavni deo nege trudnica u Gani. Da bi se osigurala sigurnost ovih žena, njihove verske prakse ne bi smele biti u tajnosti.  Prisustvo artefakata govori o tome da žene nemaju slobodu da praktikuju svoju veru kod kuće.   Zaključeno je da dušebrižnici trebaju biti osetljivi na svoju ulogu u radnom procesu i da otkrivenja i duhovne intervencije ne smeju dovesti do trudnoće ili komplikacija na radu.   Buduće studije religije i zdravstvene zaštite majki fokusiraće se na ulogu pastira, poznatu podršku i stavove babica ili zdravstvenih radnika u različitim društvima širom sveta.

## Faktori koji utiču na zdravlje i razvoj deteta

### Prenatalno zdravlje
Prenatalna nega važan je deo osnovne zdravstvene zaštite majki.  Preporučuje se budućim majkama da obave najmanje četiri prenatalne posete lekaru, u kojima zdravstveni radnik može da proveri:
- da li ima znakova lošeg zdravlja - poput podhranjenosti, anemije ili infekcije
- nadgleda zdravlje fetusa.

Tokom ovih poseta, žene se savetuju o ishrani i higijeni kako bi poboljšale svoje zdravlje pre i posle porođaja. Takođe mogu dobiti plan porođaja u kojem će se utvrditi kako doći do zdravstvene nege i šta uraditi u slučaju nužde.
Siromaštvo, neuhranjenost i zloupotreba supstanci mogu dovesti do oštećenja kognitivnih, motoričkih i ponašajnih funkcija tokom ranog detinjstva novorođenčeta.   Drugim rečima, ako majka nije u optimalnom zdravlju tokom prenatalnog perioda (vreme dok je trudna) i/ili je fetus izložen teratogenima, dete će verovatnije imati zdravstvenih poteškoća ili poteškoća u razvoju, ili će zavrđiti smrću. Okruženje u kojem majka obezbeđuje embrion/fetus presudno je za njegovo dobro tokom i nakon gestacije i rođenja.
Lekovi koji se uzimaju na recept tokom trudnoće, kao što su streptomicin, tetraciklin, neki antidepresivi, progestin, sintetički estrogen i akutan,. kao i lekovi koji se prodaju bez recepta, poput tableta za mršavljenje, mogu rezultovati teratogenim ishodima u razvoju embriona/fetusa. Pored toga, poznato je da velike doze aspirina dovode do krvarenja majke i fetusa, mada niske doze aspirina obično nisu štetne.
Novorođenčad čije majke koriste heroin  tokom gestacijskog perioda često pokazuju simptome odvikavanja po rođenju i veća je verovatnoća da će imati problema sa pažnjom i zdravstvene probleme tokom odrastanja.
Upotreba stimulanasa poput metamfetamina i kokaina tokom trudnoće povezana je sa nizom problema za dete, poput male porođajne težine i malog obima glave i zastoja u motoričkom i kognitivnom razvoju, kao i sa problemima u ponašanju tokom detinjstva.
Američka akademija dečije i adolescentne psihijatrije otkrila je da su šestogodišnjaci čije su majke pušile tokom trudnoće postigle niži rezultat na testu inteligencije od dece čije majke nisu.  Pušenje cigareta tokom trudnoće može imati mnoštvo štetnih efekata na zdravlje i razvoj potomstva. Uobičajeni rezultati pušenja tokom trudnoće uključuju:
- prevremene porođaje,
- malu težinu rošenog deteta,
- fetalnu i neonatalnu smrt,
- respiratorne probleme,
- sindrom iznenadne smrti novorođenčadi (SIDS),[59]
- povećani rizik za kognitivno oštećenje,
- poremećaj hiperaktivnosti sa deficitom pažnje ( ADHD)
- druge probleme u ponašanju.[70]

Takođe, u studiji objavljenoj u International Journal of Cancer, deca čije su majke pušile tokom trudnoće u većem su rizika oko 22%, pojavu ne-Hodgkinov limfom.
Iako upotreba alkohola u pažljivoj umerenosti (jedna do dve porcije nekoliko dana u nedelji) tokom trudnoće nije opšte poznato da uzrokuje poremećaj fetalnog alkoholnog spektra (FASD), američki generalni hirurg savetuje da se uopšte ne konzumira alkohol tokom trudnoće.
Prekomerna upotreba alkohola tokom trudnoće može prouzrokovati FASD, koji se obično sastoji od fizičkih i kognitivnih abnormalnosti kod deteta, kao što su:
- deformacije lica,
- oštećenja udova, lice i srca,
- problemi sa učenjem,
- ispodprosečna inteligencija,
- intelektualni invaliditet (ID).[72][73]

Iako se HIV / AIDS može prenieti na potomstvo u različito vreme, majke najčešće prenose virus tokom trudnoće. Tokom perinatalnog perioda, embrion/fetus može da zarazi virus prodorom kroz placentu.
Gestacijski dijabetes je direktno povezan sa gojaznošću potomaka kroz adolescenciju.  Pored toga, kod dece čije su majke imale šećernu bolest postoji veća verovatnoća da će razviti dijabetes tipa II. Majke koje imaju gestacijski dijabetes imaju velike šanse da rode vrlo veliku novorođenčad (4,5 kilograma) ili više.
Budući da se ishrana embriona ili fetusa zasniva na majčinim proteinima, vitaminima, mineralima i ukupnom kalorijskom unosu, novorođenčad rođena od neuhranjenih majki češće pokazuje malformacije. 
Pored toga, stres majke može uticati na fetus i direktno i indirektno. Kada je majka pod stresom, u telu se javljaju fiziološke promene koje mogu štetiti fetusu u razvoju. Pored toga, veća je verovatnoća da će negativno ponašanje majke uticati na fetus, poput pušenja duvana, upotrebe droga i zloupotrebe alkohola.

### Porođaj i polno prenosive infekcije
Genitalni herpes se može preneti na potomstvo kroz rodni kanal tokom porođaja. U trudnoćama u kojima je majka zaražena virusom, 25% beba rođenih zaraženim rodnim kanalom oštećuje se mozak, a 1/3 umire.
HIV / AIDS se takođe može preneti tokom porođaja kontaktom sa telesnim tečnostima majke.
Majke u razvijenim zemljama mogu se često odlučiti na carski rez kako bi smanjile rizik od prenosa virusa kroz rodni kanal, ali ova opcija nije uvek dostupna u zemljama u razvoju.

### Postpartalni period
Globalno, više od osam miliona od 136 miliona žena koje rađaju svake godine pati od prekomernog krvarenja nakon porođaja.  Ovo stanje - koje se medicinski naziva postporođajnim krvarenjem (PPH) - uzrokuje jednu od svake četiri smrti majki koje se dogode godišnje i čini više smrtnosti majki nego bilo koji drugi pojedinačni uzrok.  Smrti usled postporođajnog krvarenja nesrazmerno pogađaju žene u zemljama u razvoju.
Za svaku ženu koja umre od uzroka povezanih sa trudnoćom, procenjuje se da se 20 do 30 susreće sa ozbiljnim komplikacijama.  Najmanje 15 procenata svih porođaja komplikovano je potencijalno fatalnim stanjem.  Žene koje prežive takve komplikacije često zahtevaju duže vreme oporavka i mogu se suočiti sa trajnim fizičkim, psihološkim, socijalnim i ekonomskim posledicama. Iako su mnoge od ovih komplikacija nepredvidive, gotovo sve se mogu lečiti.
Tokom postporođajnog perioda, mnoge majke doje svoje dete. Prenošenje HIV-a / AIDS-a dojenjem ogromno je pitanje u zemljama u razvoju, naime u afričkim zemljama. Većina novorođenčadi koja se zaraze HIV-om preko majčinog mleka to čine u prvih šest nedelja života, uprkos tome što antiretrovirusno lečenje (tokom trudnoće, porođaja i tokom dojenja) smanjuje rizik od prenosa za> 90%. 
Kod zdravih majki postoji mnogo koristi za novorođenčad koja se doje. Svetska zdravstvena organizacija preporučuje majkama da doje decu tokom prve dve godine života, dok Američka akademija za pedijatriju i Američka akademija porodičnih lekara preporučuju majkama da to rade najmanje prvih šest meseci i da nastave dokle god postoji obostrana želja. Dojenčad koju doje zdrave majke (koje nisu zaražene HIV / AIDS-om) manje su sklona infekcijama kao što su Haemophilus influenza, Streptococcus pneunoniae, Vibrio cholerae, Escherichia coli, Giardia lamblia, streptokoki grupe B, virus Staphilococcus epidermidis, rotavirus, respiratorni sinci herpes simplek virus-1, kao i gastrointestinalne infekcije i infekcije donjih disajnih puteva i otitis media. Niže stope smrtnosti novorođenčadi primećuju se kod beba koje su dojene, uz niže stope sindroma iznenadne smrti novorođenčadi (SIDS). Smanjenje gojaznosti i bolesti kao što su metabolička bolest u detinjstvu, astma, atopijski dermatitis, dijabetes tipa I i rak u detinjstvu takođe se primećuju kod dece koja su dojena.
Praćenje porodilja je presudan faktor jer pomaže u proveri zdravlja majki, budući da zdravstvene ustanove imaju evidenciju o porodiljama. Kada se žene prate prati se i napredak njihovih beba, kao i njihovo zdravlje, i postaji mogučnsot da se osigura dobar rast beba. Praćenje majki omogućava i davanje nutricionističkih saveta kako bi se osiguralo da majka i njena beba buudu u dobrom stanju. Ovo sprečava bolesti koje mogu uticati na njih dvoje i pogoršati njihovo zdravlje.

## Zdravstvena nega koja se savetuje majkama
Briga o majci i briga o fetusu započinje prenatalnim zdravljem. Svetska zdravstvena organizacija sugeriše da je prvi korak ka zdravlju uravnotežena ishrana koja uključuje mešavinu povrća, mesa, ribe, orašastih plodova, integralnih žitarica, voća i pasulja. Pored toga, trudnica,ma se preporučuje svakodnevno uzimanje dodataka u vidu gvožđa i folne kiseline. Ove suplemente preporučuje američki generalni hirurg kako bi pomogao u sprečavanju komplikacija pri rođenju majki i beba kao što su mala porođajna težina, anemija, hipertenzija i prevremeno rođenje.  Folna kiselina može pomoći u stvaranju neuralne cevi kod fetusa, što se dešava rano u trudnoći, i zato je treba preporučiti što je pre moguće. Suplementi kalcijuma i vitamina A se takođe preporučuju kada ta jedinjenja nisu dostupna ili su dostupna samo u malim dozama u prirodnoj ishrani, ali se ne preporučuju drugi dodaci kao što su vitamini D, E, C i B6.
SZO takođe predlaže da vežbanje sa malim uticajem i smanjenje unosa kofeina na manje od 330 mg / dan mogu da pomognu da se smanji verovatnoća neonatalnog morbiditeta. Lagane vežbe treba nastaviti za trudnice, jer se preporučuje za borbu protiv negativnih zdravstvenih rezultata, neželjenih efekata i komplikacija prilikom porođaja povezanih sa gojaznošću.
Ukoliko se pojave mogući neželjeni efekti trudnoće, kao što su mučnina, povraćanje, zgaravica, grčevi u nogama, bolovi u donjem delu leđa i zatvor; SZO za ublažavanje neželjenih efekata preporučuje vežbanje niskog intenziteta, uravnoteženu ishranu ili dodatak prirodnih biljaka.
Američki generalni hirurg preporučuje uzdržavanje od konzumiranja alkohola ili nikotina u bilo kom obliku tokom trajanja trudnoće kao način ublažavanja nekih neželjenih efekata trudnoće pomenutih ranije.
Tokom trudnoće, žene treba neprekidno da se javljaju lekaru kako bi nadgledale rast i status fetusa. Zdravstvene organizacije majki sugerišu da bi trudnice trebale da obave bar jedan ultrazvuk u 24. nedelji trudnoće kako bi se predvidele moguće anomalije rasta i sprečile buduće gestacijske zabrinutosti.
Takođe se preporučuje da bi trudnice takođe trebale obaviti sve vakcinacije koje nedostaju što je pre moguće, uključujući vakcinu protiv tetanusa i vakcinu protiv gripa.   Trudnice sa povećanim rizikom od preeklampsije, mogu uzimati dodatke u ishrani i u malim dozama aspirina pre 20 nedelja gestacije.
U slučaju zdravog vaginalnog porođaja, majkama i bebama se obično preporučuje da ostanu u bolnici 24 sata pre odlaska. Ovo se predlaže kako bi se ostavilo vremena za procenu majke i deteta na eventualne komplikacije kao što su krvarenje ili dodatne kontrakcije. SZO preporučuje da bebe treba na preglede kod lekara 3. dana, 7-14. I 6 nedelja nakon rođenja.   Na ovim narednim sastancima sa lekarem takođe treba uzeti u obzir emocionalno blagostanje majke. Posebnu pažnju terba obratiti na mogućnost postporođajne depresije, koja pogađa 10-15% majki u 40 zemalja (preporuka SZO).  Na ovim pregledima majke takođe imaju priliku da obave konsultacije sa lekarom o započinjanju procesa dojenja.

### Dugoročni efekti trudnoće na zdravlje majke
Zdravstveni problemi majke uključuju komplikacije tokom porođaja koje ne rezultiraju smrću. Za svaku ženu koja umre tokom porođaja, približno 20 pati od infekcija, povreda ili invaliditeta.  Oko 75% žena koje umru na porodu danas bi bilo živo dasu imale pristup prevenciji trudnoće i intervencijama u zdravstvenoj zaštiti.   Crnkinje imaju veće šanse da dožive smrt povezane sa trudnoćom, kao i da dobijaju manje efikasnu medicinsku negu tokom trudnoće.
Gotovo 50% porođaja u zemljama u razvoju i dalje se odvija bez medicinski kvalifikovanog pomoćnika koji pomaže majci, a taj odnos je još veći u Južnoj Aziji.  Žene u subsaharskoj Africi uglavnom se oslanjaju na tradicionalne roditelje koji imaju malo ili nimalo formalne zdravstvene obuke. Kao priznanje svoje uloge, neke države i nevladine organizacije ulažu napore u obuku TBA u temama o zdravlju majki, kako bi poboljšale šanse za bolje zdravstvene ishode kod majki i beba.
Dojenje pruža ženama nekoliko dugoročnih koristi. Žene koje doje imaju bolji nivo glukoze, metabolizam lipida i krvni pritisak i brže saniraju trudnoću nego one koje to ne čine. Pored toga, žene koje doje imaju niže stope raka dojke, raka jajnika i dijabetesa tipa 2. Međutim, važno je imati na umu da dojenje pruža značajne koristi ženama koje nisu zaražene HIV-om. U zemljama u kojima je stopa HIV / AIDS-a visoka, poput Južne Afrike i Kenije, virus je vodeći uzrok smrtnosti majki, posebno kod majki koje doje.   Komplikacija je i što mnoge majke zaražene HIV-om ne mogu priuštiti adaptirano mleko, pa stoga nemaju drugi načina da spreče prenos zaraze na dete majčinim mlekom ili da izbegnu zdravstvene rizike za sebe.   U ovakvim slučajevima majke nemaju drugog izbora nego da doje svoje dete bez obzira na svoje znanje o štetnim efektima.

## Stopa smrtnosti majki (MMR)
Širom sveta, odnos majčinske smrtnosti (MMR) koji se definisao kao smrt na 100 000 živorođenih u određenom vremenskom periodu smanjio se, pri čemu je najdramatičniji pad zabeležila Jugoistočna Azija od 59%, a Afrika za 27%. Nije postojao regioni koji je ispunio Milenijumski razvojni cilj SZO i smanjio smrtnosti majki za 75% do 2015. godine.

### Smrtnost majki - sentinelni događaj
U konsenzusu ACOG / SMFM iz septembra 2016. godine, objavljenom istovremeno u časopisu Obstetrics & Ginecologi i na sajtu Američkog koledža akušera i ginekologa (ACOG), navodi se da iako još uvek nemaju „jedinstvenu, sveobuhvatnu definiciju ozbiljnog morbiditeta majki“ (SMM), stopa SMM raste u Sjedinjenim Amerićkim Državama, kao i smrtnost majki. U oba slučaja smrtnost je  „povezani sa velikom stopom preventivnosti“.
Američka mešovita komisija za akreditaciju zdravstvenih organizacija naziva smrtnost majki „sentinel događajem“ i koristi ga za procenu kvaliteta zdravstvenog sistema.
Podaci o materinskoj smrtnosti su važan pokazatelj ukupnog kvaliteta zdravstvenog sistema jer trudnice preživljavaju u sanitarnim, sigurnim, dobro opremljenim uslovima. Ako novopečene majke napreduju, to ukazuje na to da zdravstveni sistem radi svoj posao. Ako ne, problemi verovatno postoje.
Prema Garretu, povećanje opstanka majki, zajedno sa očekivanim životnim vekom, važan je cilj svetske zdravstvene zajednice, jer pokazuju da se i druga zdravstvena pitanja poboljšavaju. Ako se ova područja poboljšaju, poboljšanja specifična za bolest takođe mogu pozitivno uticati na žensku populaciju.

### MMR u zemljama u razvoju
Smanjenje stopa smrtnosti i morbiditeta majki u zemljama u razvoju je važno jer je loše zdravstveno stanje majki pokazatelj ekstremnog siromaštva. Prema Tamar Manuelian Atinc, potpredsednici za ljudski razvoj pri Svetskoj banci:  "Smrtje majki uzrokovane su siromaštvom i one su uzrok. Troškovi porođaja mogu brzo iscrpiti porodični prihod, što sa sobom donosi još veće finansijske poteškoće."
U mnogim zemljama u razvoju komplikacije trudnoće i porođaja vodeći su uzrok smrti žena u reproduktivnom dobu. Žena umire od komplikacija tokom  porođaja otprilike svakog minuta. Prema Svetskoj zdravstvenoj organizaciji, u njenom Svetskom zdravstvenom izveštaju iz 2005. godine, loši materinski uslovi predstavljaju četvrti vodeći uzrok smrti žena širom sveta, posle HIV / AIDS-a, malarije i tuberkuloze.  Većina smrtnih slučajeva i povreda majki uzrokovane su biološkim procesima, a ne bolestima, koje se mogu sprečiti i u velikoj meri su iskorenjene u razvijenom svetu - kao što je krvarenje posle porođaja, koje uzrokuje 34% smrtnosti majki u svetu u razvoju, ali samo 13% smrt majki u razvijenim zemljama.
Iako je visokokvalitetna, dostupna zdravstvena zaštita učinila smrt majke retkim događajem u razvijenim zemljama, gde se dogodi samo 1% smrtnosti majki, komplikacije često mogu biti fatalne u svetu u razvoju, jer je najvažnija pravovremna intervencija za sigurno majčinstvo od strane obučenih pružatelja usluga pri svakom rođenju, i da je dostupan prevoz upućenim službama i da je dostupna kvalitetna hitna akušerska nega. 
U 2008. godini 342.900 žena umrlo je tokom trudnoće ili od porođaja širom sveta.  Iako velik broj, ovo je značajan pad u odnosu na 1980. godinu, kada je 526.300 žena umrlo od istih uzroka. Ovo poboljšanje je uzrokovano nižim stopama trudnoće u nekim zemljama; većim prihodima, što poboljšava ishranu i pristup zdravstvenoj zaštiti; višim obrazovanjem žena; i sve veća dostupnost „kvalifikovanih asistenata“ - ljudi koji su obučeni za osnovnu i hitnu akušersku negu - za pomoć ženama u toku rađanju. Stanje se posebno poboljšalo u velikim zemljama poput Indije i Kine, koja su pomogla da se smanji ukupna stopa smrtnosti. U Indiji je vlada počela da plaća prenatalnu negu i standardnu negu da bi obezbedila pristup i videla uspehe u smanjenju materinske smrtnosti, što je rezultovalo time da je Indija navedena kao glavni razlog smanjenja svetske stope materinske smrtnosti.

### MMR u razvijenim zemljama
Do početka 20. veka razvijene zemlje i zemlje u razvoju imale su slične stope smrtnosti majki. Budući da se većina majčinih smrtnih slučajeva i povreda može sprečiti,  u razvijenom svetu su uglavnom iskorenjene.
U razvijenim zemljama, crnkinje (nelatinke) imaju višu stopu smrtnosti majki od žena belih (nelatinki). Prema njujorškom Odeljenju za zdravlje i mentalnu higijenu - Biro za zdravlje majki, deteta i reproduktivnog zdravlja, utvrđeno je da od 2008. do 2012. godine crnkinje (nelatinske) žene imaju stopu smrtnosti zbog trudnoće dvanaest puta veću od belih (nelatinskih) žena.  SAD imaju „najveću stopu smrtnosti majki u industrijalizovanom svetu.“   Takođe se procenjuje da je 50% smrtnih slučajeva izavan uzrocima koji su se mogli sprečiti.
Od 2016. godine, ProPublica i NPR istraživali su faktore koji su doveli do povećanja smrtnosti majki u Sjedinjenim Američkim Državama. Oni su izvestili da se „stopa komplikacija opasnih po život za novopečene majke u SAD više nego udvostručila za dve decenije zbog već postojećih uslova, medicinskih grešaka i nejednakog pristupa nezi“.   Prema Centrima za kontrolu bolesti i prevencija, c. 4 miliona žena koje se porode u SAD godišnje, preko 50.000 godišnje, dožive „opasne, pa čak i opasne po život komplikacije.“   Od tih 700 do 900 svake godine umre „u vezi sa trudnoćom i porođajem“. „Prožimajući problem“ je brzo rastuća stopa „ozbiljnog materinskog morbiditeta“ (SMM), koji još uvek nema „jedinstvenu, sveobuhvatnu definiciju“.
Prema izveštaju američkih Centara za kontrolu i prevenciju bolesti, u 1993. godini stopa ozbiljnog morbiditeta majki porasla je sa 49,5 na 144 „na 10.000 porođajnih hospitalizacija“ u 2014. godini, što je porast od skoro 200 procenata. Transfuzija krvi se takođe povećala tokom istog perioda „sa 24,5 u 1993. na 122,3 u 2014. godini i smatra se glavnim pokretačem porasta smrtnost. Nakon isključenja transfuzije krvi, stopa smrtnosti se vremenom povećala za oko 20%, sa 28,6 u 1993. na 35,0 u 2014.“ 

## Materinsko zdravlja nakon imunizacije
Trudnice imaju povećan rizik od morbiditeta i mortaliteta i nepovoljnih ishoda trudnoće, uključujući prijevremeni porod, zbog bolesti koje se mogu sprečiti vakcinom. Vakcinacija u trudnoći priznata je preventivna mera za zaštitu majke, fetusa i novorođenčeta. 
Do 1960-tih, vakcine protiv poliomijelitisa, gripe, difterije i tetanus toksoida, rutinski su se primjenjivale trudnicama u programima imunizacije majki. Studije u raznim razvijenim okruženjima nisu otkrile povećanje štetnih posljedica za majku ili fetus kod vakcinisanih žena. Međutim, katastrofa teratogenosti talidomida kod trudnica rezultirala je širokom zabrinutošću zbog bezbedne upotrebe svih lekova u trudnoći, uključujući i vakcine. Tada se preporučilo da se vakcine ne daju samo u trećem tromjesečju trudnoće kako bi se spriečilo pripisivanje rizika teratogenosti, kao i da bi se minimalizirao potencijalni rizik u toku normalne gestacije, kao što je indukcija prevremenog porođaja
Tokom poslednjih decenija, daljim razvojem sigurnih i imunogenih vakcina, kao i poboljšanom sposobnošću istraživanja skupova podataka o ishodu trudnoće, tekuće studije pružale su važne informacije o sigurnosti vakcina. Imunizacija inaktiviranim vakcinama i toksoidima tokom trudnoće nije povezana sa povećanim rizikom za majku ili bebu. Opsežna upotreba tetanusnog toksoida (TT) i tetanusne difterije (Td) kod trudnica, u prevenciji tetanusa novorođenčadi, nije pokazala klinički značajne neželjene događaje i neželjene ishode trudnoće kod žena koje su dobile tetanus, difteriju, vakcinacijom tokom trudnoće.
Američki sajetodavni komitet za imunizacijske prakse (ACIP) 2012. godine ažurirao je svoje preporuke pružateljima usluga prenatalne njege za primjenu Tdap programa imunizacije za sve trudnice kako bi se smanjio teret pertusisa kod novorođenčadi. Njegova preporuka je za upotrebu u svakoj trudnoći. Slično tome, u oktobru 2012. godine, Ministarstvo zdravstva Ujedinjenog Kraljevstva preporučilo je privremeni Tdap program u trudnoći kao odgovor na izbijanje bolesti. Promatračka kohortna studija koja je povezala više od 20.000 vakcinisanih žena s ishodima trudnoće nije pokazala porast mrtvorođenih ili druge velike komplikacije, uključujući prevremeni porođaj. Imunizacija trudnica sa inaktiviranim trovalentnim cepivom protiv gripa također se preporučuje i odobrava više od jedne decenije, a ne pokazuje porast neželjenih događaja. Trudnice koje su primile vakcinu protiv gripa H1N1 tokom pandemije gripe H1N1 2009. godine, u stvari su imale manje šanse za prerano rođenje. Živa virusna vakcina, poput ospica, zauški, rubeole (MMR); varičela; intranazalna, atenuirani grip;, žute groznice i BCG su kontraindikovanei ne preporučuju se tokom trudnoće, uz teoretski rizik da bi se virus iz vakcine mogao preneti na fetus. Praćenje nenamjernog vakcinisanja trudnica sa živim vakcinama nije pokazalo značajne štetne učinke, ali ovi ograničeni podaci nisu bili dovoljni za promenu preporuka. Mada neki epidemiolozi smatraju da treba pri donošenju odluke za vakcinaciju trudnica, treba uzeti u obzir korist za majku i novorođenče.

## Ciljevi održivog razvoja SZO i smrtnost majki
U kontekstu ciljeva održivog razvoja (SDG), zemlje su se ujedinile iza novog cilja da ubrzaju pad materinske smrtnosti do 2030.
SDG 3 uključuje ambiciozni cilj: smanjenje globalnog MMR-a na manje od 70 na 100.000 rođenih, pri čemu nijedna zemlja nema stopu smrtnosti majki veću od dvostrukog od globalnog proseka.

## Predložena rešenja
SZO procenjuje da troškovi pružanja osnovnog planiranja porodice za zdravstvenu zaštitu majki i novorođenčadi ženama u zemljama u razvoju iznose 8 USD po osobi godišnje.
Mnoge neprofitne organizacije imaju programe za obrazovanje javnosti i dobijanje pristupa hitnoj akušerskoj nezi za majke u zemljama u razvoju. 
Populacioni fond Ujedinjenih nacija (UNPFA) nedavno je započeo svoju kampanju za ubrzano smanjenje materinskog mortaliteta u Africi (pod nazivom CARMMA), fokusirajući se na pružanje kvalitetne zdravstvene zaštite majkama. Jedan od programa u okviru CARMMA je onaj koji se spproovodi u Sijera Leoneu i koji pruža besplatnu zdravstvenu zaštitu majkama i deci. Ova inicijativa ima široku podršku afričkih lidera i pokrenuta je zajedno sa ministrima zdravlja Afričke unije. 
Poboljšanje zdravlja majki peti je od osam Milenijumskih razvojnih ciljeva Ujedinjenih nacija (MDG), čiji je cilj smanjenje broja žena koje umiru tokom trudnoće i porođaja za tri četvrtine do 2015. godine (povećanjem prisustva kvalifikovanih pomoćnica pri rođenju, primenom kontracepcije i planiranje porodice).
Trenutni pad smrtnosti majki samo je polovina onoga što je neophodno za postizanje ovog cilja, a u nekoliko regiona poput Subsaharske Afrike stopa majčinske smrtnosti zapravo se povećava. 
Jedna od zemalja koja može ispuniti MDG 5 je Nepal, koji je izgleda smanjio smrtnost majki za više od 50% od početka 1990-tih.
Kako je krajnji rok za Milenijumske razvojne ciljeve bila 2015. godina, politike koja dovodi do uključivanja u brigu za zdravlje majki kroz Milenijumske razvojne ciljeve, i u narednim godinama je od ključne važnosti za buduće napore u zagovaranju veće brige za majčino zdravlja.
Prema UNFPA-u, smrtnost majki smanjila bi se za oko dve trećine, sa 287.000 na 105.000, ako bi se zadovoljile potrebe za savremenim planiranjem porodice i zdravljem majki i novorođenčadi. Stoga ulaganje u planiranje porodice i poboljšanje zdravstvene zaštite majki donosi mnoge koristi, uključujući smanjene rizike od komplikacija i poboljšanje zdravlja majki i njihove dece. Obrazovanje je takođe kritično sa istraživanjem koje pokazuje da su "žene bez obrazovanja imale skoro tri puta veće šanse da umru tokom trudnoće i porođaja od žena koje su završile srednju školu".  Dokazi pokazuju da žene koje su bolje obrazovane imaju tendenciju da imaju zdraviju decu. Obrazovanje bi takođe poboljšalo mogućnosti zapošljavanja žena, što rezultira poboljšanjem njihovog statusa, doprinoseći porodičnoj štednji, smanjenju siromaštva i ekonomskom rastu. Sva ova ulaganja donose značajne koristi i efekte ne samo za žene i devojke već i za njihovu decu, porodice, zajednice i njihovu zemlju.
Razvijene zemlje su imale stope smrtnosti majki slične onima u zemljama u razvoju do početka 20. veka, pa se sa zapada može naučiti nekoliko lekcija. Kako je tokom 19. veka Švedska je imala visok nivo smrtnosti majki, unutar zemlje postojala je snažna podrška da se stopa smrtnosti smanji na manje od 300 na 100.000 živorođenih. Švedska vlada započela je inicijative za javno zdravlje kako bi obučila dovoljno babica koje će prisustvovati svim porođajima. Ovaj pristup su takođe kasnije koristile Norveška, Danska i Holandija koje su takođe doživele slične uspehe.
Povećana upotreba kontracepcije i planiranje porodice takođe poboljšava zdravlje majki smanjenjem broja rizičnijih trudnoća i smanjenjem intervala trudnoće.   U Nepalu je naglasak stavljen na pružanje planiranja porodice ruralnim regionima i pokazalo se efikasnim.  Na Madagaskaru je zabeležen dramatičan porast upotrebe kontraceptivnih sredstava nakon pokretanja nacionalnog programa planiranja porodice, stopa upotrebe kontraceptivnih sredstava porasla je sa 5,1% u 1992. na 29% u 2008.
Izvešteno je da je planiranje porodice važan faktor u zdravlju majki. Vlade bi trebalo da ulažu u nacionalnu zdravstvenu zaštitu kako bi osigurale da sve žene budu upoznate sa metodama kontrole rađanja. Vlada bi, preko ministarstva zdravlja, trebalo da se poveže sa privatnom zdravstvenom zaštitom, kao i javnim odeljenjem za zdravstvenu zaštitu kako bi se osiguralo da se žene obrazuju i podstaknu da koriste pravi metod planiranja porodice (Bloom, David i Klaus Prettner 5). Vlada bi trebalo da investira u ovu operaciju, kada se smanji stopa maloletnika, kao i neplanirane trudnoće, troškovi zdravstvene zaštite imaju šansu da padnu i do 8%. Stoga će zdravstvo biti u stanju da se bavi ostalim ženama koje se porode. To će rezultirati poboljšanjem zdravlja majki.
Četiri elementa su suštinska za prevenciju majčine smrti. 
- Prvo, prenatalna nega, u okviru koje se preporučuje budućim majkama da obave najmanje četiri prenatalne posete lekaru radi provere i praćenja zdravlja majke i fetusa.
- Drugo, obavljanje porođaja od strane stručnih lica kao što su lekari, medicinske sestre i babice koje imaju veštine upravljanja normalnim porođajima i prepoznavanja početka komplikacija.
- Treće, hitna akušerska pomoć za rešavanje glavnih uzroka majčine smrti (krvarenje, sepsa, nebezbedan pobačaj, hipertenzivni poremećaji i otežan rad).
- Četvrto, postnatalna nega do šeste nedelja nakon porođaja (u to vreme mogu se javiti krvarenja, sepsa i hipertenzivni poremećaji, a novorođenčad je izuzetno osetljiva neposredno nakon rođenja). Naknadnim posetama zdravstvenog radnika procenjuje se zdravlje majke i deteta u postnatalnom periodu.[151]

## Literatura
- The Joint Commission: „Preventing infant death and injury during delivery”. Sentinel Event Alert (30)., July 21, 2004, http://www.jointcommission.org/SentinelEvents/SentinelEventAlert/ sea_30.htm (Accessed Sept. 25, 2009)
- Heron MP;  . Deaths: Final data for 2006. PMID 19788058.. National Center for Health Statistics, National Vital Statistics Reports, 57(14), 2009, http://www.cdc.gov/nchs/data/nvsr/nvsr57/nvsr57_14.pdf (Accessed Oct. 22, 2009)
- Geller, S. E.; Cox, S. M.; Kilpatrick, S. J. (2006). „A descriptive model of preventability in maternal morbidity and mortality”. Journal of Perinatology. 26 (2): 79—84. PMID 16407964. S2CID 27369281. doi:10.1038/sj.jp.7211432.)
- Centers for Disease Control and Prevention (CDC):PregnancyRelated Mortality Surveillance. Surveillance Summaries, Morbidity and Mortality Weekly Report, Feb. 21, 2003, 2003:52 (No. SS-2), http://www.cdc.gov/mmwr/preview/mmwrhtml/ss5202a1.htm (Accessed July 10, 2009)
- Berg, C. J.; et al: Pregnancy-Related Mortality in the United States, 1991-1997 (2003). „Obstetrics & Gynecology, 2003”. Obstetrics & Gynecology. 101 (2): 289—296.
- Clark SL, et al: Maternal Death in the 21st century: Causes, prevention, and relationship to Caesarean delivery (2008). „American Journal of Obstetrics & Gynecology”. Obstetrics & Gynecology. 199 (1): 91—92.
- Berg, C. J.; Harper, M. A.; Atkinson, S. M.; Bell, E. A.; Brown, H. L.; Hage, M. L.; Mitra, A. G.; Moise Jr, K. J.; Callaghan, W. M. (2005). „Preventability of pregnancy-related deaths: Results of a state-wide review”. Obstetrics & Gynecology. 106 (6): 1228—34. PMID 16319245. S2CID 1189080. doi:10.1097/01.AOG.0000187894.71913.e8.
- Geller, S. E.; Rosenberg, D.; Cox, S. M.; Brown, M. L.; Simonson, L.; Driscoll, C. A.; Kilpatrick, S. J. (2004). „The continuum of maternal morbidity and mortality: Factors associated with severity”. American Journal of Obstetrics & Gynecology. 191 (3): 939—944. PMID 15467568. doi:10.1016/j.ajog.2004.05.099.
- Callaghan WM, et al: Identification of severe maternal morbidity during delivery hospitalizations, United States, 1991-2003 (2008). „Identification of severe maternal morbidity during delivery hospitalizations, United States, 1991-2003”. American Journal of Obstetrics & Gynecology. 199 (2): 133.e1—8. PMID 18279820. doi:10.1016/j.ajog.2007.12.020..e1-133.e8

## Spoljašnje veze
- Mentalno zdravlje i mentalna higijena između dva milenijuma

|  | Molimo Vas, obratite pažnju na važno upozorenje u vezi sa temama iz oblasti medicine (zdravlja). |